# Жан II д’Астарак
Жан II (ок. 1360 — 16 апреля 1410) — граф Астарака с 1403 года.
Сын Жана I и его второй жены Маскарозы де Лабарт.
Ок. 1380 года женился на Филиппе де Комменж, дочери Раймона-Роже II де Комменж, виконта де Кузеран.
Вступил в управление графством Астарак 19 декабря 1403 года (в этот день его отец удалился на покой в монастырь Песан). Назначил соправителем своего сына Бернара, но тот вскоре умер (1408).
Жан II умер 16 апреля 1410 года. Ему наследовал второй сын — Жан III.